# Великая Знаменка
Вели́кая Зна́менка (укр. Велика Знам'янка) — село, Каменско-Днепровская городская община, Васильевский район, Запорожская область, Украина.
Код КОАТУУ — 2322481801. Население по переписи 2001 года составляло 8989 человек.
С марта 2022 года село находится под российской оккупацией.

## Географическое положение

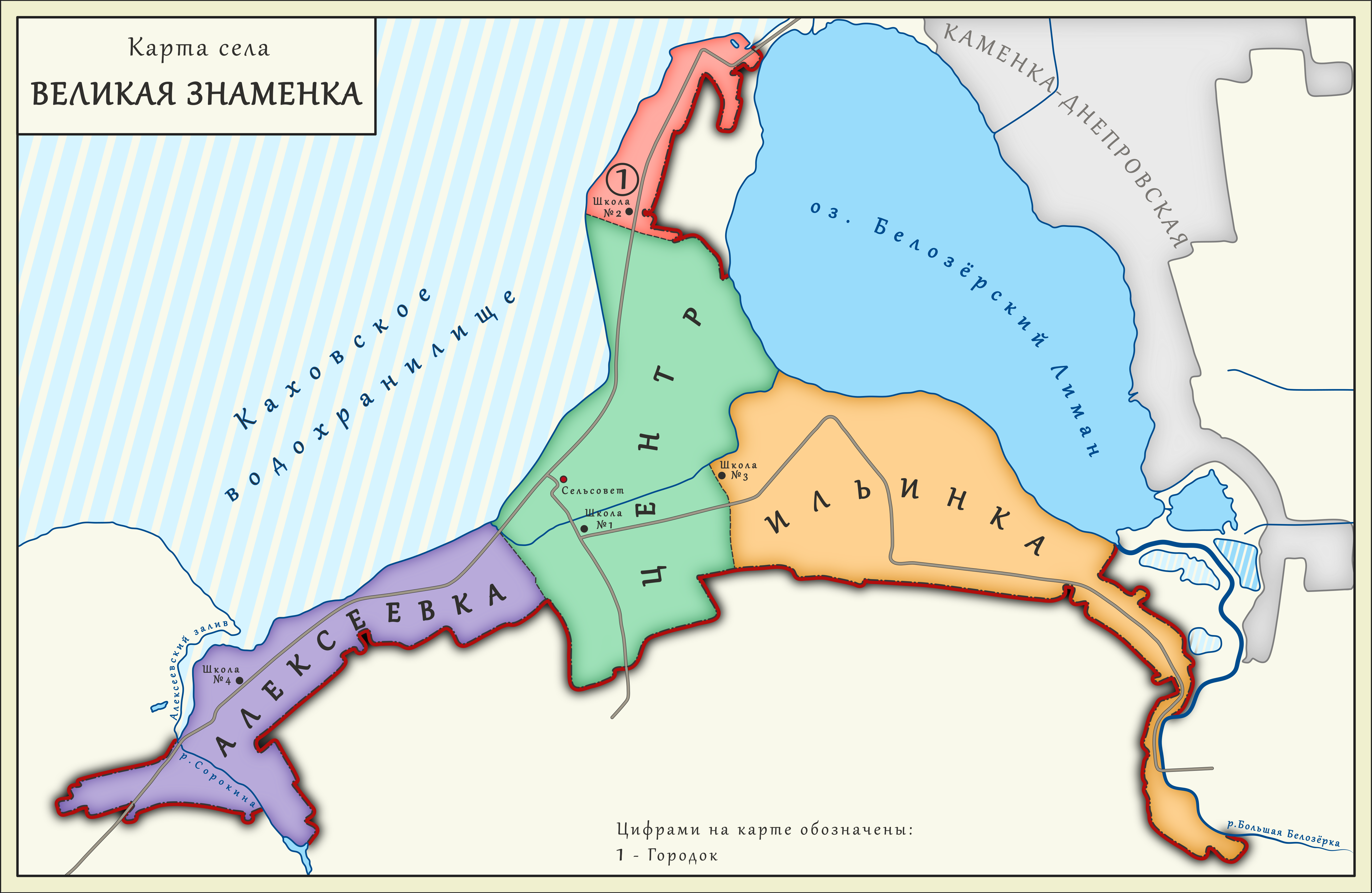
Карта села Великая Знаменка

Село Великая Знаменка находится на левом берегу Каховского водохранилища (Днепр), в месте впадения в него реки Великая Белозёрка, выше по течению на противоположном берегу озера Белозёрский лиман расположен город Каменка-Днепровская, ниже по течению на расстоянии в 2 км расположено село Михайловка (Каховский район). Через село проходит автомобильная дорога Т-0804.

## История
Территория, где расположена современная Великая Знаменка, была заселена в древние времена. В северо-западной части территории села сохранились остатки т.н. Знаменского городища, в V-III в. до н. э. было центральным укреплением Каменского городища. Здесь размещался административный центр первой столицы бывшей Скифии к переносу ее в начале II в. до н. э. в Крым. После этого в городище проживало смешанное население - скифы, сарматы и частично славяне зарубинецкой и черняховской культур (II в. до н. э.- VI в. н. э.).
Великая Знаменка основана государственными крестьянами со Стародубского уезда Черниговской губернии, которые поселились здесь еще в 1780 году. В апреле 1785 года они получили от казны землю по левобережью Днепра и стали разводить скот и сеять хлеб. В том же году сюда переселились 40 семей государственных крестьян из Старой Знаменки Дмитровского уезда Херсонской губернии, а из-за Дуная прибыло несколько семей бывших запорожских казаков.
Осенью 1786 года в слободу переселились ещё 172 семьи из села Знаменки Елисаветградского уезда Екатеринославского наместничества. Оседали здесь и служилые и беглые солдаты, а также крепостные — беглецы из России. От наименования сёл, откуда вышло большинство поселенцев, населённый пункт получил название Великой Знаменки. 1786 год — год основания села. 
Село быстро росло. В 1848 году здесь насчитывалось 597 дворов, проживало 1877 ревизских душ. Удобное географическое положение, наличие водных и сухопутных путей способствовали развитию торговли. В селе три раза в год собирались большие ярмарки. По переписи 1858 года в Великой Знаменке проживало более 5 тыс. человек. В селе преобладали низкие глинобитные хижины под тростником и соломой, которые беспорядочно ютились вдоль Днепра.
В 1865 году село стало волостным центром. 
В результате реформы 1861 года государственные крестьяне Великой Знаменки с 1866 года начали выкупать землю, на которой они до этого хозяйничали. В 1884 году в селе под садами, виноградниками и огородами находилось 2,4 тыс. десятин земли. В том же году в Великой Знаменке насчитывалось 1736 дворов и около 11 тыс. человек населения.
В начале XX в. село было довольно значительным торговым пунктом северной Таврии, здесь действовало более 50 торговых предприятий. В течение года собиралось несколько ярмарок, а еженедельно — большие базары. В 1913 году в селе работало более 15 различных ремесленных мастерских.
С началом Первой мировой войны почти половину трудоспособного мужского населения мобилизовали в армию. 
В январе 1918 года в селе провозглашена Советская власть. В апреле 1918 года село захватили австро-германские войска, которое оставили в ноябре 1918 года.
В начале июля 1919 года в Великую Знаменку вошли белогвардейцы Деникина. В январе 1920 года в село вернулась Советская власть. Но в начале июля 1920 года в село вошли войска Врангеля. В октябре 1920 года Красная Армия вновь восстановила Советскую власть.
В 1926 году хозяйство села достигло довоенного уровня производства, насчитывалось 3839 дворов, проживало 17,4 тыс. человек. Действовали 3 государственные и кооперативные механические мельницы, мастерская для ремонта сельскохозяйственного инвентаря, а также частные предприятия: маслобойня, 28 крупорушек, 10 кузниц, 5 бондарень. 
К 1938 году в селе ликвидирована неграмотность среди взрослого населения. К концу 1930-х годов изменился внешний вид Великой Знаменки. Здесь появились новые каменные дома под черепицей и железом, загрейдированы и обсажены декоративными и фруктовыми деревьями улицы, открылось три магазина и несколько киосков. В селе действовали больница на 15 коек, амбулатория, аптека, два медицинских пункта, где работали врач и пять человек среднего медицинского персонала. В 1940/41 учебном году в селе работали средняя, пять семилетних и три начальные школы, где учились все дети школьного возраста. В трёх библиотеках насчитывалось около 5 тыс. книг, действовало три клуба.
После нападения гитлеровской Германии на Советский Союз подавляющее большинство мужчин призывного возраста стало в ряды Красной Армии. В сентябре 1941 гитлеровцы оккупировали Великую Знаменку. 6 февраля 1944 части 243-й дивизии 3-й гвардейской армии 4-го Украинского фронта освободили Великую Знаменку от фашистских оккупантов.
В 1952 году в селе открыт физиотерапевтический кабинет, а в 1967 году — рентген; в том же году построены новая больница на 52 кровати, амбулатория, роддом, три медицинских пункта. На производственных участках действуют профилактории. В медицинских учреждениях трудятся 36 квалифицированных медработников, в т. ч. 5 врачей. 
В марте 2022 года село было оккупировано российскими войсками в ходе вторжения России на Украину.

## Экономика
- Каменско-Днепровский хлебокомбинат, АО.
- ООО «Аграрная рыбохозяйственная компания „Прибой“».
- «Конвейер», ООО.

## Объекты социальной сферы
- Школа № 1 I—III ступеней.
- Школа № 2 I—II ступеней.
- Школа № 3 I—III ступеней.
- Школа № 4 I—II ступеней.
- Детский сад.
- Больница.

## Известные уроженцы и жители
- Кабанов, Кузьма Кузьмич (1911—?) — участник Великой Отечественной войны,  является одним из пяти человек в СССР, трижды награждённых орденом Александра Невского[3]
- Путько, Николай Савельевич (1918—1962) — советский военный лётчик. Участник Великой Отечественной войны. Герой Советского Союза.
- Ткачёв, Григорий Елизарович (1915—1987) —  участник Великой Отечественной войны, Герой Советского Союза.
- Ткачёв, Николай Фёдорович (род. 1949) — советский и российский военачальник, генерал-полковник.
- Чекмарёв, Александр Петрович (1902—1975) — советский учёный, академик АН СССР, Герой Социалистического Труда.
- Шатуновский, Самуил Осипович (1859—1929) — русский и советский математик, один из основателей одесской математической школы.